# Cryphia sabulicolor
Cryphia sabulicolor là một loài bướm đêm trong họ Noctuidae.